# Бесса (Крёз)
Бесса́ (фр. Beissat, окс. Bèiçac) — коммуна во Франции, находится в регионе Лимузен. Департамент коммуны — Крёз. Входит в состав кантона Ла-Куртин. Округ коммуны — Обюссон.
Код INSEE коммуны — 23019.

## Население
Население коммуны на 2010 год составляло 34 человека.
| 1962 | 1968 | 1975 | 1982 | 1990 | 1999 | 2010 |
| ---- | ---- | ---- | ---- | ---- | ---- | ---- |
| 110  | 94   | 75   | 62   | 41   | 31   | 34   |

## Экономика
В 2010 году среди 24 человек трудоспособного возраста (15—64 лет) 13 были экономически активными, 11 — неактивными (показатель активности — 54,2 %, в 1999 году было 31,3 %). Из 13 активных жителей работали 10 человек (7 мужчин и 3 женщины), безработных было 3 (3 мужчин и 0 женщин). Среди 11 неактивных 2 человека были учениками или студентами, 2 — пенсионерами, 7 были неактивными по другим причинам.